# سیارک ۷۳۴۴۲
سیارک ۷۳۴۴۲ (به انگلیسی: 73442 Feruglio، نامگذاری:2002NE5) هفتاد و سه هزار و چهارصد و چهل و دومین سیارک کشف شده‌است که در ۱۰ ژوئیه ۲۰۰۲ کشف شد.